# سوشي دوار

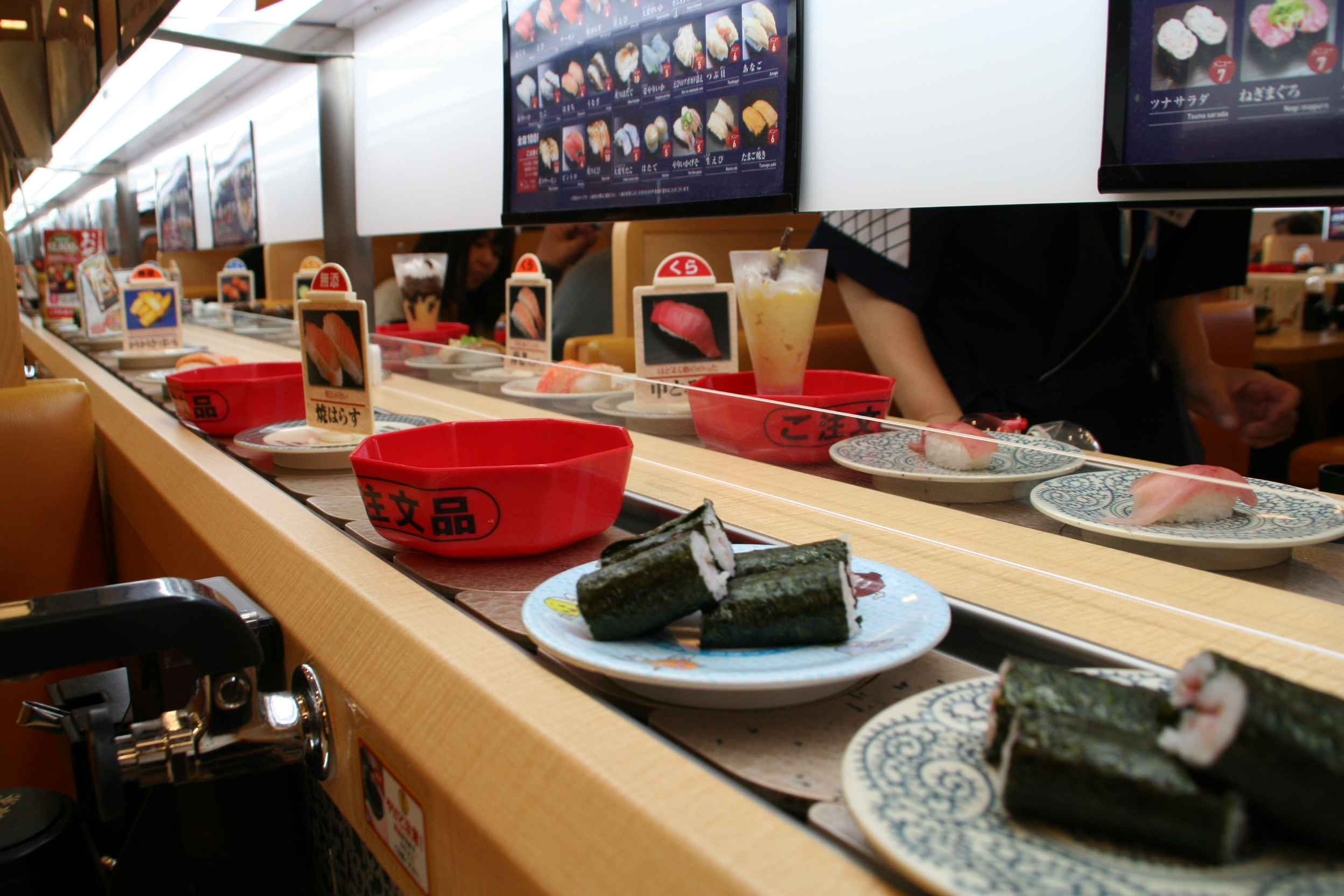
مطعم سوشي دوار في اليابان.

السوشي الدوار (باليابانية: 回転寿司) ويسمى أيضًا سوشي الحزام الناقل، هو نوع من مطاعم السوشي الشائعة في اليابان. في أستراليا، يُعرف أيضًا باسم قطار السوشي.
يتم وضع أطباق السوشي على حزام ناقل دوار يمر عبر المطعم ويتحرك عبر كل طاولة ومقعد. تعتمد الفاتورة النهائية على عدد ونوعية أطباق السوشي المستهلكة. تستخدم بعض المطاعم أشكالًا مختلفة بنفس المفهوم، مثل "قوارب السوشي" الخشبية المصغرة التي تنتقل عبر القنوات المائية الصغيرة.

## المطاعم

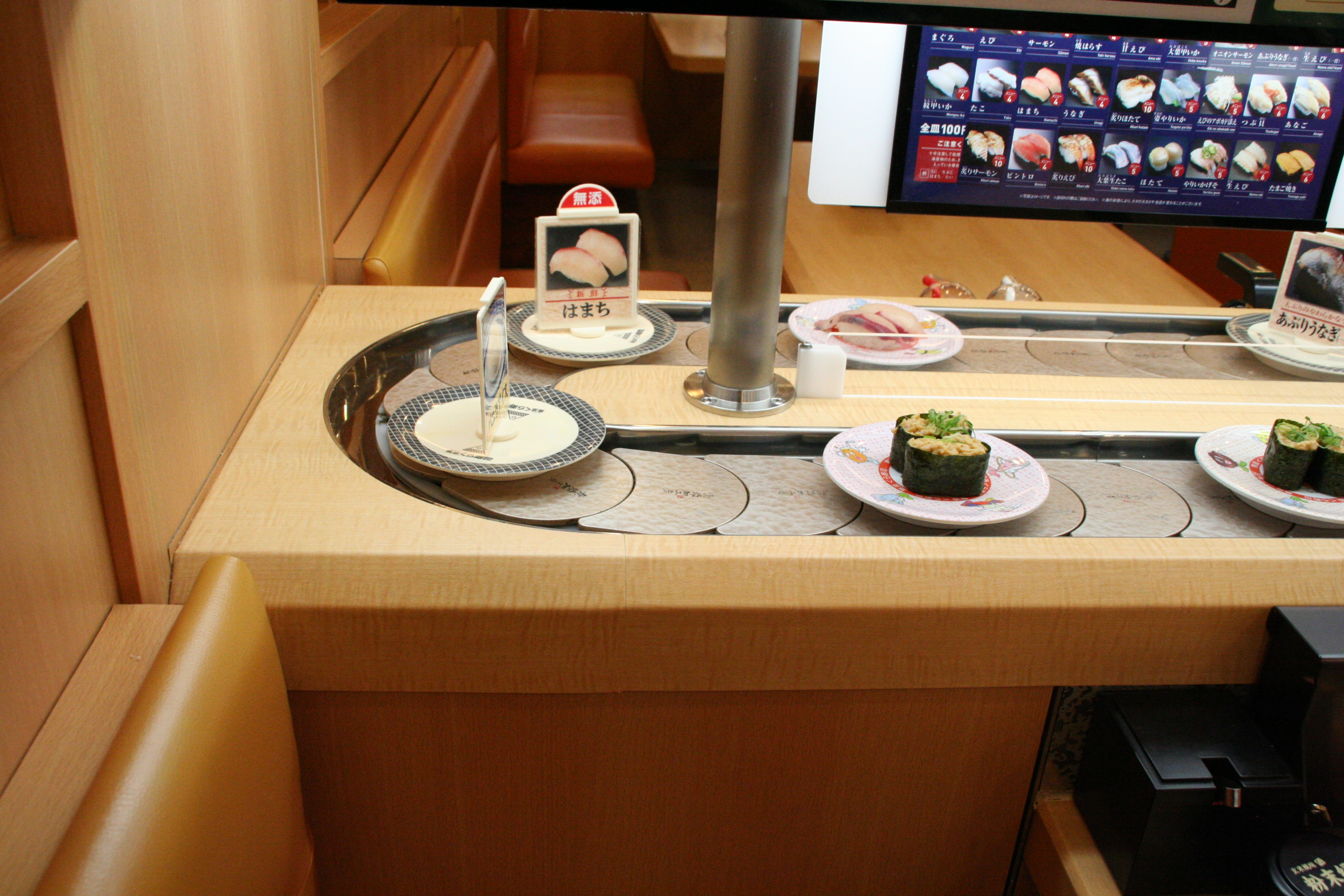
سلسلة ناقلة للسوشي تدور حول زاوية ضيقة

السمة المميزة للسوشي الدوار هي تدفق الأطباق عبر المطعم. لا يقتصر الاختيار عادةً على السوشي، وقد تشمل أيضًا الكاراج والإدامامي والسلطة والحساء والفواكه والحلويات وغيرها من الأطعمة والمشروبات.
تحتوي بعض المطاعم على شريحة RFID أو أنظمة أخرى لإزالة السوشي الذي تم تدويره لفترة طويلة جدًا.
إذا لم يتمكن العملاء من العثور على السوشي أو الطبق المطلوب، يمكنهم تقديم طلبات خاصة. في بعض الأحيان تتوفر هواتف بمكبرات الصوت لهذا الغرض فوق الحزام الناقل، بينما تستخدم المطاعم الحديثة شاشة تعمل باللمس أو جهاز لوحي لهذا الغرض. إذا تم طلب كمية صغيرة من الطعام، يتم وضعها على الحزام الناقل ولكن يتم وضع علامة عليها حتى يعرف العملاء الآخرون أن هذا الطبق قد طلبه شخص ما، عادةً ما يتم وضع طبق السوشي على حامل أسطواني مُلصق للإشارة إلى أن هذا طلب خاص. تستخدم بعض المطاعم حزامًا ثانويًا لهذا الغرض، أو لديها صينية توصيل آلية تقوم بإرسال طلب خاص مباشرةً إلى مكان جلوس العميل. بالنسبة للطلبات الكبيرة، يمكن أيضًا إحضار الأطباق إلى العميل بواسطة أحد النادلين.
عادة ما توجد التوابل والأدوات بالقرب من المقاعد، على سبيل المثال مخلل الزنجبيل، وأعواد الأكل، صلصة الصويا، والأطباق الصغيرة لصلصة الصويا. قد يكون الوسابي إما على الطاولة أو على الحزام الناقل. عادةً ما يتم تقديم الشاي والماء المثلج مجانًا، مع أكواب مكدسة على رف فوق الحزام الناقل وأكياس الشاي أو مسحوق الشاي الأخضر في حاوية تخزين على الطاولة. يوجد أيضًا صنبور ماء ساخن على الطاولات لإعداد الشاي. توجد عادةً على الرفوف مناشف ورقية مبللة وصناديق بلاستيكية لتخزين السوشي لعملاء الطلبات الخارجية.

### الفواتير
يتم احتساب الفاتورة من خلال حساب عدد ونوع أطباق السوشي المستهلكة. تتميز الأطباق ذات الألوان أو الأنماط أو الأشكال المختلفة بأسعار مختلفة، تتراوح عادة من 100 ين إلى 500 ين أو ما يعادله محليًا. تظهر تكلفة كل طبق على اللافتات أو الملصقات الموجودة في المطعم. بشكل عام، تأتي العناصر الرخيصة على أطباق عادية، ويرتبط مستوى زخرفة الطبق بالسعر. أغلى العناصر تميل إلى أن تأتي على أطباق ذهبية اللون. يمكن وضع العناصر باهظة الثمن على طبقين، حيث يكون السعر هو مجموع أسعار الاطباق الفردية. بعض سلاسل مطاعم السوشي الدوار، مثل Kappa Sushi أو Otaru Zushi، لديها سعر ثابت قدره 100 ين لكل طبق. وهذا مشابه لظاهرة محلات الـ 100 ين. يمكن استخدام زر أعلى الحزام الناقل لاستدعاء الحاضرين لحساب الاطباق. تحتوي بعض المطاعم على آلة عد حيث يقوم العميل بإسقاط الأطباق ليتم عدها تلقائيًا، أو يستخدمون شرائح RFID الموسومة ويقومون فقط بعد كل كومة مرة واحدة باستخدام قارئ خاص.

## تاريخياً
تم اختراع السوشي الدوار على يد يوشياكي شيراشي (1914-2001)، الذي كان يعاني من مشاكل في التوظيف في مطعم السوشي الصغير الخاص به وكان يواجه صعوبات في إدارة المطعم بنفسه. خطرت له فكرة السوشي بالحزام الناقل بعد مشاهدة زجاجات البيرة على الحزام الناقل في مصنع اساهي للجعة. بعد خمس سنوات من التطوير، بما في ذلك تصميم الحزام الناقل وسرعة العمليات، افتتح شيراشي أول مطعم سوشي بحزام ناقل Mawaru Genroku Sushi في هيغاشي-أوساكا في عام 1958، وتوسع في النهاية ليشمل ما يصل إلى 250 مطعمًا في جميع أنحاء اليابان. ومع ذلك، بحلول عام 2001، كان لدى شركته 11 مطعمًا فقط. اخترع شيراشي أيضًا سوشيًا آليًا، تقدمه الروبوتات، لكن هذه الفكرة لم تحقق نجاحًا تجاريًا.
في البداية، كان جميع العملاء يجلسون في مواجهة الحزام الناقل في مطعم السوشي ذو الحزام الناقل، لكن هذا لم يكن شائعًا بين المجموعات. وبعد ذلك، تمت إضافة الطاولات بزوايا قائمة إلى الحزام الناقل، مما يسمح لما يصل إلى ستة أشخاص بالجلوس على طاولة واحدة. أدى هذا أيضًا إلى تقليل طول الحزام الناقل اللازم لخدمة عدد أكبر من الأشخاص.
بدأ ازدهار السوشي الدوار في عام 1970 بعد أن قدم مطعم سوشي دوار، السوشي في معرض أكسبو أوساكا الدولي. بدأ طفرة أخرى في عام 1980، عندما أصبح تناول الطعام في الخارج أكثر شعبية، وأخيرًا في أواخر التسعينيات، عندما أصبحت المطاعم الرخيصة شائعة بعد انفجار الفقاعة الاقتصادية. في عام 2010، كانت أكيندو سوشيرو العلامة التجارية الأكثر شهرة للسوشي الدوار في اليابان.
في عام 2023، تم القبض على بعض العملاء لقيامهم عمدًا بأفعال غير صحية مثل لعق أو الشرب من الأشياء التي تمر أمامهم تجاه العملاء الآخرين. تم تنفيذ هذه الأعمال، التي أطلق عليها اسم "إرهاب السوشي"، كمقالب حيث تمت مشاركة الفيديو عبر الإنترنت.